# 混成旅团
混成旅团是二战日军陆军的诸兵种混成的旅级部队编制，通常不隶属于某个师团，遂行独立的战斗战役任务。
混成旅团与永久性建制，担任占领区静态警备任务的独立混成旅团不同。

## 临时编组的混成旅团
从师团所属的步兵旅团为基础，配属师团直属的炮兵、骑兵、工兵、辎重兵分队，组建混成旅团，担负临时指派的作战任务，任务完成后编制解散，归还原建制。

### 混成第三十九旅团
“九一八事变”时从朝鲜军抽调第20师团步兵第39旅团，辖第77、78步兵联队与师团配属的炮、骑、工、辎部队。

### 混成第二十四旅团
“一二八事变”淞沪抗战时，从第12师团的4个步兵联队各抽调1个步兵大队，配属兵种分队，由步兵第24旅团部指挥，组建“混成第24旅团”于1932年2月初在吴淞口登陆参战，1932年4月底回国归建。

### 混成第二旅团
“七七事变”爆发后，1937年7月底从关东军抽调第1师团第2旅团组成“混成第2旅团”，旅团长本多政材，入关内支援中国驻屯军。8月16日起转隶新成立的关东军察哈尔派遣兵团，参加太原会战。

### 混成第十五旅团
“七七事变”爆发后，1937年7月底从关东军第2师团部队组成“混成第15旅团”，支援中国驻屯军，旅团长筱原诚一郎。8月16日起转隶新成立的关东军察哈尔派遣兵团，参加太原会战。

### 混成第三旅团
1938年5月，关东军抽调第2师团部队组成“混成第3旅团”，旅团长田村原一，入关参加徐州会战。6月归建关东军。

### 混成第十三旅团
1938年5月，关东军抽调第17师团部队组成“混成第13旅团”，旅团长森田范正，入关参加徐州会战。6月归建关东军。

### 近卫混成旅团
1939年11月由本土近卫师团抽调近卫步兵第1旅团（辖近卫步兵第1、2联队）并配属特种部队组成，旅团长樱田武，入列第21军参加11月桂南会战。1940年7月近卫师团从日本海运登陆钦州湾，近卫混成旅团归还建制

## 非临时编组的混成旅团
二战期间日本陆军曾有8个非临时编组的混成旅团。

### 台湾混成旅团
1937年9月原台湾守备队改称重藤支队参加淞沪会战。1938年2月称波田支队参加武汉会战。1939年1月改称台湾混成旅团，编成旅团部、5个独立步兵大队、旅团炮兵队、旅团工兵队、旅团通信队等，总兵力约5000人。隶属第21军，1939年2月攻占海南岛。1939年11月参加桂南会战。历任旅团长波田重一、饭田祥二郎、盐田定七、中川凇。1940年11月在海南岛与步兵第47联队扩编为第48师团。1941年该师团隶属第14军，则被派往南洋作战。 

### 中国驻屯混成旅团
战争前中国驻屯军辖有中国驻屯军步兵旅团，1937年7月下旬参加攻占北平。1937年8月31日，日军大本营撤销中国驻屯军番号，成立华北方面军，辖第1军和第2军；原中国驻屯军步兵旅团改编为中国驻屯混成旅团。1938年3月12日增设中国驻屯步兵第3联队编入，并改称中国驻屯兵团。1938年6月21日中国驻屯兵团改编为第27师团。 